# Bangarmau
Bangarmau is een stad en gemeente in het district Unnao van de Indiase staat Uttar Pradesh. 

## Demografie
Volgens de Indiase volkstelling van 2001 wonen er 31.626 mensen in Bangarmau, waarvan 52% mannelijk en 48% vrouwelijk is. De plaats heeft een alfabetiseringsgraad van 56%. 